# Saxtjärnen, Jämtland
Saxtjärnen är en sjö i Åre kommun i Jämtland och ingår i Indalsälvens huvudavrinningsområde. Sjön har en area på 0,156 kvadratkilometer och ligger 561,1 meter över havet.

## Delavrinningsområde
Saxtjärnen ingår i det delavrinningsområde (705663-133073) som SMHI kallar för Utloppet av Saxtjärnen. Medelhöjden är 578 meter över havet och ytan är 0,56 kvadratkilometer. Det finns inga avrinningsområden uppströms utan avrinningsområdet är högsta punkten. Vattendraget som avvattnar avrinningsområdet har biflödesordning 5, vilket innebär att vattnet flödar genom totalt 5 vattendrag innan det når havet efter 367 kilometer. Avrinningsområdet består mestadels av skog (49 procent) och sankmarker (24 procent). Avrinningsområdet har 0,15 kvadratkilometer vattenytor vilket ger det en sjöprocent på 27,1 procent.